# Distribució hipergeomètrica negativa
En la teoria de la probabilitat i l'estadística, la distribució hipergeomètrica negativa descriu probabilitats per al mostreig d'una població finita sense substitució en la qual cada mostra es pot classificar en dues categories mútuament excloents com Aprovat/No o Ocupat/Desocupat. A mesura que es fan seleccions aleatòries a partir de la població, cada sorteig posterior disminueix la població fent que la probabilitat d'èxit canviï amb cada sorteig. A diferència de la distribució hipergeomètrica estàndard, que descriu el nombre d'èxits en una mida de mostra fixa, en la distribució hipergeomètrica negativa, les mostres es treuen fins que {\displaystyle r} s'han trobat errors i la distribució descriu la probabilitat de trobar-los {\displaystyle k} èxits en aquesta mostra. En altres paraules, la distribució hipergeomètrica negativa descriu la probabilitat de {\displaystyle k} èxits en una mostra amb exactament {\displaystyle r} fracassos.

## Definició
N'hi ha {\displaystyle N} elements, dels quals {\displaystyle K} es defineixen com a "èxits" i la resta són "fracassos".
Els elements es dibuixen un darrere l'altre, sense substitucions, fins que {\displaystyle r} es troben fracassos. Aleshores, el dibuix s'atura i el número {\displaystyle k} d'èxits es comptabilitzen. La distribució hipergeomètrica negativa, {\displaystyle NHG_{N,K,r}(k)} és la distribució discreta d'aquesta {\displaystyle k}.
La distribució hipergeomètrica negativa és un cas especial de la distribució binomial beta amb paràmetres {\displaystyle \alpha =r} i {\displaystyle \beta =N-K-r+1} tots dos són nombres enters (i {\displaystyle n=K}).
El resultat requereix que observem {\displaystyle k} èxits en {\displaystyle (k+r-1)} sorteja i el {\displaystyle (k+r){\text{-th}}} bit ha de ser un fracàs. La probabilitat de la primera es pot trobar mitjançant l'aplicació directa de la distribució hipergeomètrica {\displaystyle (HG_{N,K,k+r-1}(k))} i la probabilitat d'aquest últim és simplement el nombre de fallades restants {\displaystyle (=N-K-(r-1))} dividit per la mida de la població restant {\displaystyle (=N-(k+r-1)}. La probabilitat de tenir exactament {\displaystyle k} èxits fins al {\displaystyle r{\text{-th}}} fallada (és a dir, el dibuix s'atura tan bon punt la mostra inclou el nombre predefinit de {\displaystyle r} fallades) és aleshores el producte d'aquestes dues probabilitats:
{\displaystyle {\frac {{\binom {K}{k}}{\binom {N-K}{k+r-1-k}}}{\binom {N}{k+r-1}}}\cdot {\frac {N-K-(r-1)}{N-(k+r-1)}}={\frac {{{k+r-1} \choose {k}}{{N-r-k} \choose {K-k}}}{N \choose K}}.}
Per tant, una variable aleatòria {\displaystyle X} segueix la distribució hipergeomètrica negativa si la seva funció de massa de probabilitat (pmf) ve donada per
{\displaystyle f(k;N,K,r)\equiv \Pr(X=k)={\frac {{{k+r-1} \choose {k}}{{N-r-k} \choose {K-k}}}{N \choose K}}\quad {\text{for }}k=0,1,2,\dotsc ,K}
on
- és la mida de la població,
- és el nombre d'estats d'èxit a la població,
- és el nombre de fallades,
- és el nombre d'èxits observats,
- és un coeficient binomial